# Rumney, Cardiff
Rumney är en community i Storbritannien.   Den ligger i kommunen Cardiff och riksdelen Wales, i den södra delen av landet, 210 km väster om huvudstaden London.
Rumney är en förort i östra delen av Cardiff. 